# Festival de Poesía de Maracaibo
El Festival de Poesía de Maracaibo es un evento cultural dedicado a la poesía se celebra anualmente en la ciudad de Maracaibo, anclado alrededor de la celebración de la primera fundación de Maracaibo, el 8 de septiembre. En el festival participan autores, poetas y escritores del panorama literario, los cuales se desarrolla en lugares emblemáticos de la ciudad.

## Idea
El festival fue fundado en septiembre de 2012, por iniciativa del poeta Luis Perozo Cervantes y el historiador Jesús Ángel Parra y en él han sido invitados escritores, ensayistas y poetas venezolanos. El festival También ha servido para rendir homenajes a escritores como Hesnor Rivera, Julio Cortázar, Octavio Paz, Alda Merini, entre otros.
El festival nace como una de las pocas iniciativas  culturales en resguardo y promoción de la poesía en la capital zuliana, siendo organizado anualmente por el Movimiento Poético de Maracaibo. Contando además del apoyo logístico de la Alcaldía de Maracaibo a través de la Dirección de Cultura contando además con la participación de instituciones universitarias como la Universidad del Zulia.

## Historia
El Festival de Poesía de Maracaibo se inició en septiembre de 2012, organizado por el poeta Luis Perozo Cervantes y el historiador Jesús Ángel Parra, coincidiendo con la conmemoración de la fundación de Maracaibo. Desde entonces el evento se ha realizado anualmente bajo la coordinación del Movimiento Poético de Maracaibo, con apoyo de la Alcaldía de Maracaibo y la Universidad del Zulia.

## Actividades
Entre los eventos que se realizan se encuentran la competencia de lectura, conferencias, danza, gaitas y homenajes, las actividades suelen ser llevadas en el Teatro Baralt.

## Organización y formato
El festival se celebra entre el 4 y el 8 de septiembre, habitualmente en el Teatro Baralt, con sede alterna en espacios como la Biblioteca Pública del Zulia y la Librería Puerto de Libros. Cuenta con más de 16 lecturas poéticas, conferencias, talleres, danza y homenajes literarios, con la participación de unos 400 poetas tanto locales como internacionales en su décima edición (2024).